# Goldoppa
Die Goldoppa, tschechisch Opavice, polnisch Opawica, historischer Name Hermannstädter Wasser, ist ein linker Nebenfluss der Opava (Oppa) in Tschechien und Polen.

## Verlauf
Die Goldoppa entspringt nordwestlich von Heřmanovice in der Zlatohorská vrchovina in Tschechien. Ihre Quelle liegt in 792 m n. m. am Südhang des Příčný vrch (Querberg, 974 m) unweit der Straße nach Horní Údolí und der Quelle der Olešnice. 
Auf ihrem Weg nach Südosten durchfließt die Goldoppa Heřmanovice, Ptáčník, Spálené, Stará Komora und Holčovice. Hier ändert der Fluss seinen Lauf in mehreren Schleifen nach Osten. Über Hejnov, Hynčice und Město Albrechtice erreicht er die Grenze zu Polen. Im weiteren Verlauf nach Südosten bildete der Fluss auf einer Länge von 10,3 Kilometern seit 1742 die Grenze zwischen Österreichisch-Schlesien und Preußisch Schlesien (heute zwischen Tschechien und Polen). Beiderseits der Goldoppa liegen die geteilten Dörfer Opavice/Opawica, Linhartovy/Lenarcice, Krásné Loučky/Krasne Pole und Chomýž/Chomiąża. Unterhalb von Chomiąża fließt die Opavice wieder auf tschechisches Gebiet. Rechtsseitig des Flusses liegt die Stadt Krnov, linksseitig die Ortslage Hlubčické Předměstí. Am Fuße des Cvilín (441 m) mündet die Opavice nach 35,7 km bei 302 m ü. M. in die Opava. Das Einzugsgebiet des Flusses beträgt 195,4 km².

## Geschichte
Der Fluss trat oftmals über seine Ufer. 1605 entstanden in Hillersdorf bei einem Hochwasser schwere Schäden an Häusern, Mühlen, Wiesen, Feldern, Getreide und Vieh.
Nach dem Ersten Schlesischen Krieg 1742 wurde entlang des Unterlaufes der Oppa die neue Grenze zwischen Österreich und Preußen gezogen. Am 26. August 1813 verwüstete ein verheerendes Hochwasser die Ortschaften am Fluss. Dabei wurden in Nieder-Hillersdorf 13 Häuser und alle Brücken zerstört; in Heindorf rissen die Fluten 16 Häuser fort und beschädigten weitere 30 schwer.
1835 wurde entlang des Flusses die Bezirksstraße von Olbersdorf nach Hermannstadt errichtet. Ein zum Ende des 19. Jahrhunderts vom Wiener Bau-Ingenieur und Geometer Emanuel Rindl erarbeitetes Projekt für eine Eisenbahnstrecke von Olbersdorf über Hermannstadt und Zuckmantel nach Niklasdorf kam auf diesem Abschnitt nicht zur Ausführung.
Am 10. Juli 1903 trat der Fluss nach fünftägigem Regen über die Ufer; in Hermannstadt wurden am Vortag 184,7 mm Niederschlag gemessen. In Hillersdorf zerstörten oder beschädigten die Fluten mehrere Häuser, Brücken, Straßen, eine neue Schule, eine Brauerei und mehrere Fabriken; die Gemeinde war danach nur noch über die Nebenstraße von Neudörfel aus erreichbar. Weitere schwere Hochwasser sind aus den Jahren 1829, 1847, 1880, 1883, 1920 und 1940 überliefert.
Mitte September 2024 kam es im Flussgebiet zu Hochwasser aufgrund mehrtägiger starker Niederschläge.

## Zuflüsse
- Tisová (Eibenbach, r) in Spálené
- Komorský potok (Kammerbach, l) in Stará Komora
- Solný potok (Ossabach,l) in Hynčice
- Valštejský potok (Wallsteiner Bach, l) in Hynčice
- Láč (l) in Hynčice
- Burkvízský potok (Burgwiesenbach, r) in Linhartovy
- Kobylí potok (Kohlbach, r) in Krásné Loučky
- Hůrka (r) in Chomýž
- Ježnický potok (Mösniger Bach, r) in Krnov
- Mohla (l; polnisch Potok Mokry) in Krnov